# NGC 7362
NGC 7362 is een elliptisch sterrenstelsel in het sterrenbeeld Pegasus. Het hemelobject werd op 2 september 1886 ontdekt door de Amerikaanse astronoom Lewis A. Swift.

## Synoniemen
- UGC 12171
- MCG 1-58-2
- ZWG 405.3
- NPM1G +08.0529
- PGC 69602